# Kongsvik
Kongsvik est une localité du comté de Nordland, en Norvège.

## Géographie
Administrativement, Kongsvik fait partie de la kommune de Tjeldsund.